# Thorin (Vorname)
Thorin ist ein männlicher Vorname, der auf den nordischen Gott Thor zurückgeht.

## Bekannte Namensträger
- Thorin Seex, Drehbuchautor
- Thorin Thompson, US-amerikanische künstlerische Leiterin
- Thorin Wright, US-amerikanischer Politikwissenschaftler

## Trivia
Thorin II ist eine Figur aus Der Herr der Ringe.